# Çiler İlhan

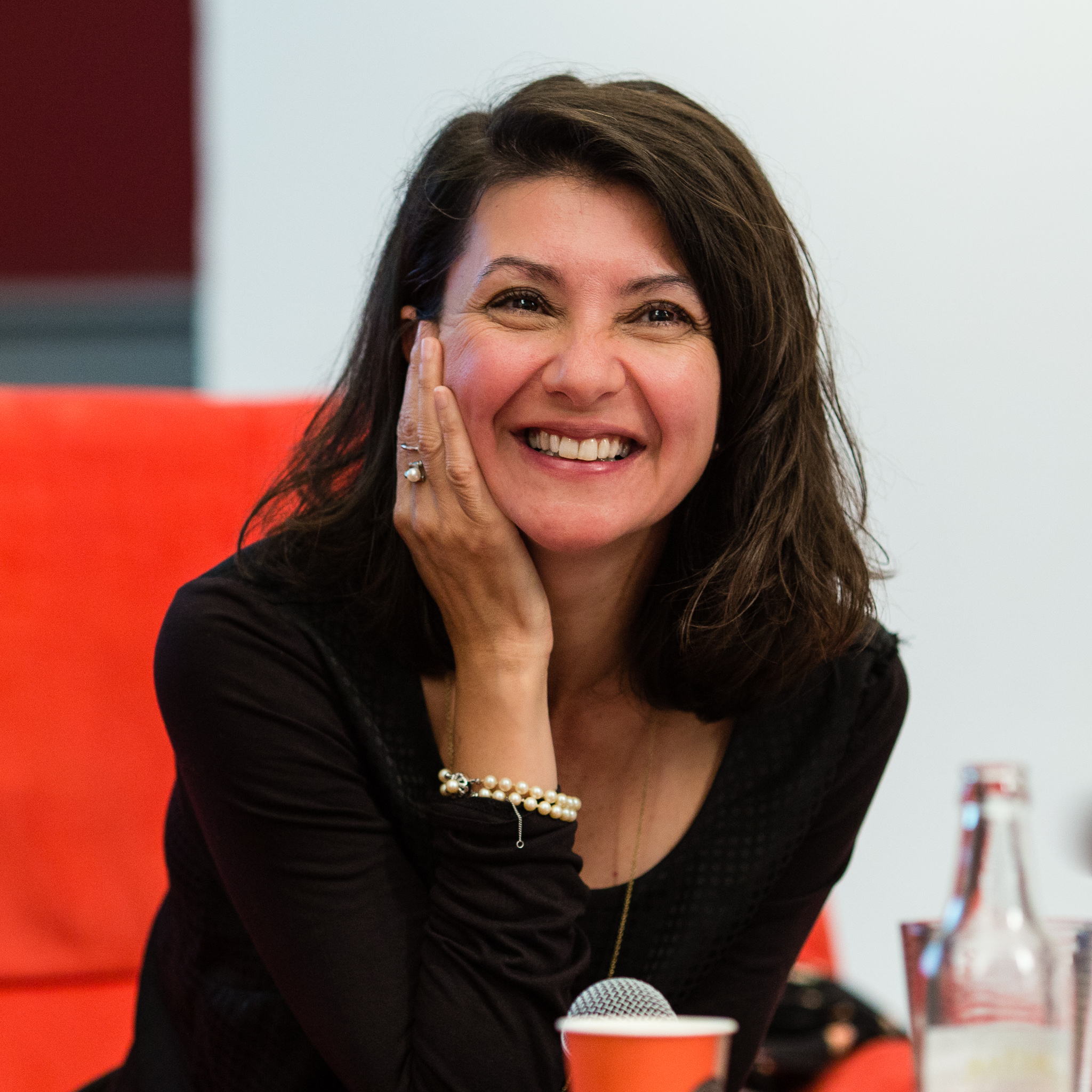
İlhan, 2018

Çiler İlhan (Anatolia Oriental, 1972) es una escritora turca.

## Biografía
Estudió ciencias políticas en la Universidad del Bósforo y gestión hotelera en el Instituto de Altos Estudios de Glion en Suiza. Ha trabajado como gestora de hoteles siendo relaciones públicas del Palacio de Çırağan.
En 1993 ganó el premio Yaşar Nabi de jóvenes autores y en 2011 el Premio de Literatura de la Unión Europea.

## Obra
- Rüya Tacirleri Odası (2006)
- Sürgün (2010)